# Gunung Deng
Gunung Deng är ett berg i Indonesien.   Det ligger i provinsen Aceh, i den västra delen av landet, 1 700 km nordväst om huvudstaden Jakarta. Toppen på Gunung Deng är 174 meter över havet.
Terrängen runt Gunung Deng är kuperad norrut, men söderut är den platt. Terrängen runt Gunung Deng sluttar söderut. Runt Gunung Deng är det mycket glesbefolkat, med 7 invånare per kvadratkilometer. I omgivningarna runt Gunung Deng växer i huvudsak städsegrön lövskog.